# Kovancılar
Kovancılar là một huyện thuộc tỉnh Elazığ, Thổ Nhĩ Kỳ. Huyện có diện tích 962 km² và dân số thời điểm năm 2007 là 37742 người, mật độ 39 người/km².